# Waikouaiti (fleuve)

Le fleuve Waikouaiti (en anglais : Waikouaiti River) est un cours d’eau, qui se trouve au nord de Dunedin dans la région d’Otago dans l’île du Sud de la Nouvelle-Zélande.

## Géographie
Il coule vers l’océan Pacifique qu’il atteint au niveau de la ville de Karitane, près de Waikouaiti.
Le Waikouaiti est le plus large des cours  d’eau de la région d'East Otago (en).

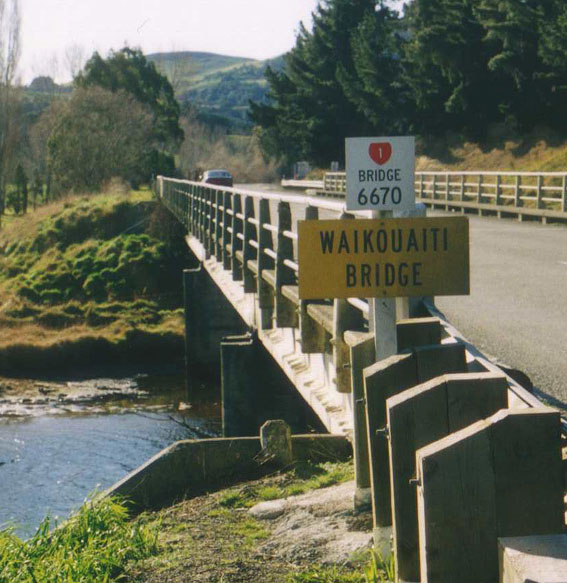
la route State Highway 1/SH1 traverse la rivière Waikouaiti entre les villes de Waikouaiti et Karitane